# Pomeni imen asteroidov: 37001–38000
Pregled pomenov imen asteroidov (malih planetov) od številke 37001 do 38000, ki jim je Središče za male planete dodelilo številko in so pozneje dobili tudi uradno ime  v skladu z dogovorjenim načinom imenovanja. Pregled je preverjen z Schmadelovim “Slovarjem imen malih planetov” (“Dictionary of Minor Planet Names”). 
Pregled pojasnjuje izvor oziroma pomen imen asteroidov, ki ga je priznala Mednarodna astronomska zveza (IAU). Nekateri asteroidi imajo imajo dodatno pojasnilo o izvoru imena, ki pa vedno ni popolnoma zanesljivo (oznaka “†” ali “‡“). 
| Ime                  | Začasna oznaka | Izvor imena |
| 37001–37100          | 37001–37100    | 37001–37100 |
| -------------------- | -------------- | --- |
| 37022 Robertovittori | 2000 UT1       | Roberto Vittori (rojen 1964), italijanski astronavt † |
| 37044 Papymarcel     | 2000 UE29      | Marcel Alphonse Merlin, oče odkritelja ("papy" je francoska pomanjševalnica za "oče") † |
| 37101–37200          |                | |
| 37141 Povolný        | 2000 VZ38      | Dalibor Povolný, češki biologist † |
| 37163 Huachucaclub   | 2000 WD11      | Astronomski klub Huačuka (Huachuca Astronomy Club ) † Arhivirano 2005-03-06 na Wayback Machine. |
| 37201–37300          |                | |
| 37279 Hukvaldy       | 2000 YK12      | grad Hukvaldy (Hrad Hukvaldy), ki je eden izmed največjih gradov na Češkem † ‡ Arhivirano 2007-08-14 at Archive.is |
| 37301–37400          |                | |
| 37391 Ebre           | 2001 XB        | Observatorij de l'Ebre, Roquetes-Tortosa, Španija † Arhivirano 2008-07-09 na Wayback Machine. |
| 37392 Yukiniall      | 2001 XP16      | Yuki in Niall, otroka odkritelja Henrija Boffina † |
| 37401–37500          |                | |
| 37432 Piszkéstető    | 2002 AE11      | Piszkéstető, vrh (944 m) v gorovju Mátra, Madžarska, kraj, kjer leži observatorij Postaja Piszkéstető (Piszkéstető Station )† |
| 37452 Spirit         | 4282 P-L       | Spirit (robotsko vozilo za raziskavo Marsa z oznako MER-A) † Arhivirano 2008-05-11 na Wayback Machine. |
| 37501–37600          |                | |
| 37519 Amphios        | 3040 T-3       | Amphios, sin Meropa iz Perkote, eden izmed zaveznikov Priama, ubil ga je Ajaks, da bi dobil njegovo lepo orožje med trojansko vojno † |
| 37556 Svyaztie       | 1982 QP3       | setavljeno iz dveh besed Svyaz in Tie, ruska in angleška beseda, ki pomenita "povezava", v čast astronomskega sodelovanja in prijateljstva med dvema supersilama in tudi v čast izmenjavi ovratnih šalov med soodkritelji na srečanju leta 1970 † |
| 37573 Enricocaruso   | 1989 UB7       | Enrico Caruso (1873 – 1921), Italijaniitalijanski tenor † |
| 37582 Faraday        | 1990 TT3       | Michael Faraday (1791 – 1867), Angležiangleški prirodoslovec in odkritelj elektromagnetne indukcije, diamagnetizma in Faradeyevega pojava † |
| 37584 Schleiden      | 1990 TC9       | Matthias Jakob Schleiden (1804 – 1881), nemški botanik, soodkritelj (skupaj z Theodorjem Schwannom) področja citologije † |
| 37588 Lynnecox       | 1991 GA2       | Lynne Cox (rojen 1957), ameriški plavalec na velike razdalje † |
| 37601–37700          |                | |
| 37601 Vicjen         | 1992 GC1       | Vic in Jen Winter, popularizatorja astronomije na kmečkem področju Bolivije † |
| 37608 Löns           | 1992 SY16      | Herman Löns, nemški romanopisec in pisec ljudskih pesmi † |
| 37655 Illapa         | 1994 PM        | Illapa, bog neviht oziroma vremena pri Inkiih † |
| 37678 McClure        | 1995 CR1       | Albert Edmund McClure, irski inženir in restavrator starih astronomskih naprav † |
| 37687 Chunghikoh     | 1995 QB10      | Chunghi Koh (Helen) Weber, ameriška farmacevtka in žena vodje skupine, ki je odkrila asteroid † |
| 37692 Loribragg      | 1995 VX        | Lori Bragg, ameriški član ekonomsko-razvojnega zbora Maui (Maui Economic Development Board), ponudnika tehnične podpore Optičnemu in superračunalniškemu observatorij Maui (Air Force Maui Optical and Supercomputing observatory ali AMOS) †     |
| 37699 Santini-Aichl  | 1996 AH1       | Jan Blažej Santini-Aichl (1677 – 1723), češki arhitekt italijanskega izvora † |
| 37701–37800          |                | |
| 37729 Akiratakao     | 1996 TK54      | Akira Takao, japonski zdravnik nevrolog in ljubiteljski astronom (lovec na nove) † |
| 37736 Jandl          | 1996 VU6       | Ivan Jandl (1937 – 1987), češki otroški igralec, prvi češki dobitnik Oscarja † |
| 37786 Tokikonaruko   | 1997 SS17      | Tokiko Naruko, japonska socialna prostovoljka, hčerka Isei Jamamota, ustanovitelja Orientalske astronomske zveze (Oriental Astronomical Association) †                                                                                            |
| 37788 Suchan         | 1997 SK34      | Pavel Suchan, češki popularizator astronomije na Observatoriju Stefanik v Pragi in govornik za Češko astronomsko družbo † Arhivirano 2007-08-14 at Archive.is                                                                                     |
| 37801–37900          |                | |
| 37859 Bobkoff        | 1998 FE3       | Robert Koff, ameriški ljubiteljski astronom † |
| 37901–38000          |                | |
| 37939 Hašler         | 1998 HA        | Karel Hašler, češki pisec pesmi, igralec, filmski režiser in kabaretnik † Arhivirano 2010-09-01 na Wayback Machine. |

| Predhodnik: 36001–37000 | Pomeni imen asteroidov Seznam asteroidov (37001-37250) Seznam asteroidov (37251-37500) Seznam asteroidov (37501-37750) Seznam asteroidov (37751-38000) | Naslednik: 38001–39000 |